# Hyperion Power Module
Hyperion Power Module — мини-АЭС, разработанная в США частной компанией «Gen4 Energy».

## Описание
Конструктором реактора является доктор Отис Пит Петерсон (англ. Otis «Pete» Peterson), который работает в национальной лаборатории в Лос-Аламосе.
Станция по заявлению разработчиков должна проработать 5—10 лет без перезагрузки топлива, а себестоимость электроэнергии составит 10 американских центов за киловатт-час. Реактор и весь комплекс АЭС не нуждается в постоянном обслуживании — необходим лишь эпизодический контроль.
Характеристики:

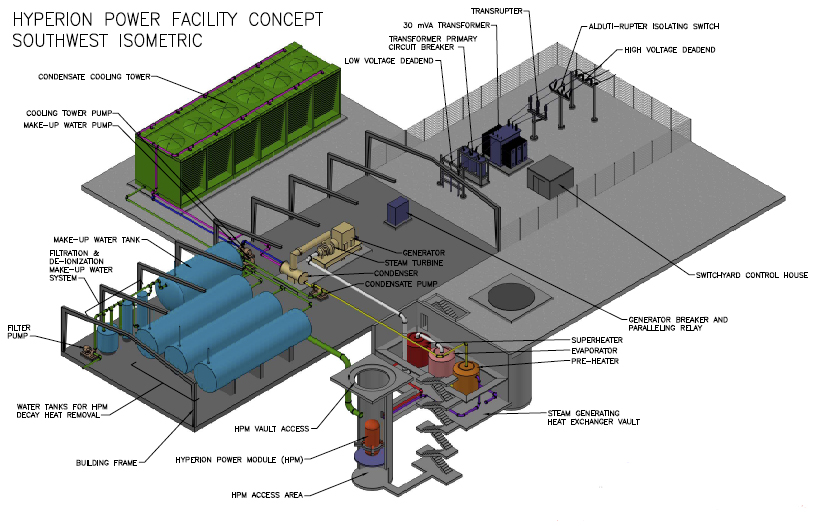
Принципиальная 3D модель АЭС Гиперион

- Мощность тепловая — около 75 мегаватт, электрическая — около 25—27 мегаватт.
- Топливо — металлический уран, обогащённый изотопом U-235.
- Масса — 18—20 тонн.
- Диаметр — около 1,5 метра.
- Срок службы — 5—10 лет на 1 заправке.
- Ориентировочная цена — 25 млн USD.

## Производство
Серийное производство планирует развернуть фирма Hyperion Power Generation, по планам которой для выпуска реакторов будет построено 3 завода.
Первыми покупателем выступает чешская компания Tes Vsetin, которая уже заказала первые шесть реакторов.